# Uruguay op het wereldkampioenschap voetbal 2002
Uruguay was een van de deelnemende landen aan het wereldkampioenschap voetbal 2002 in Zuid-Korea en Japan. Het was de tiende deelname voor het land. Uruguay strandde al in de groepsfase na 1 nederlaag en 2 gelijkspellen.

## Kwalificatie
Legenda
| Nr. | Land       | GW | W  | G | V  | DV | DT | DS  | Pnt. |
| --- | ---------- | -- | -- | - | -- | -- | -- | --- | ---- |
| 1   | Argentinië | 18 | 13 | 4 | 1  | 42 | 15 | +27 | 43   |
| 2   | Ecuador    | 18 | 9  | 4 | 5  | 23 | 20 | +3  | 31   |
| 3   | Brazilië   | 18 | 9  | 3 | 6  | 31 | 17 | +14 | 30   |
| 4   | Paraguay   | 18 | 9  | 3 | 6  | 29 | 23 | +6  | 30   |
| 5   | Uruguay    | 18 | 7  | 6 | 5  | 19 | 13 | +6  | 27   |
| 6   | Colombia   | 18 | 7  | 6 | 5  | 20 | 15 | +5  | 27   |
| 7   | Bolivia    | 18 | 4  | 6 | 8  | 21 | 33 | –12 | 18   |
| 8   | Peru       | 18 | 4  | 4 | 10 | 14 | 25 | –11 | 16   |
| 9   | Venezuela  | 18 | 5  | 1 | 12 | 18 | 44 | –26 | 16   |
| 10  | Chili      | 18 | 3  | 3 | 12 | 15 | 27 | –12 | 12   |

### Intercontinentale Play-off
|                                 |                   |              |         |                                                                                          |
| 20 november 2001 20:15 (UTC+13) | Australië         | 1 – 0        | Uruguay | Melbourne Cricket Ground, Melbourne Toeschouwers: 84.656 Scheidsrechter: Graziano Cesari |
| 20 november 2001 20:15 (UTC+13) | Muscat 78' (pen.) | Externe link |         | Melbourne Cricket Ground, Melbourne Toeschouwers: 84.656 Scheidsrechter: Graziano Cesari |

|                                |                            |                    |           |                                                                                 |
| 25 november 2001 16:00 (UTC−3) | Uruguay                    | 3 – 0 (3 – 1 agg.) | Australië | Estadio Centenario, Montevideo Toeschouwers: 62.000 Scheidsrechter: Ali Bujsaim |
| 25 november 2001 16:00 (UTC−3) | Silva 14' Morales 70', 90' | Externe link       |           | Estadio Centenario, Montevideo Toeschouwers: 62.000 Scheidsrechter: Ali Bujsaim |

Uruguay kwalificeerde zich voor het eindtoernooi.

## Toernooi

### Groep A
| Land       | Wed | Win | Gel | Ver | DV | DT | +/− | Pnt |
| ---------- | --- | --- | --- | --- | -- | -- | --- | --- |
| Denemarken | 3   | 2   | 1   | 0   | 5  | 2  | 3   | 7   |
| Senegal    | 3   | 1   | 2   | 0   | 5  | 4  | 1   | 5   |
| Uruguay    | 3   | 0   | 2   | 1   | 4  | 5  | –1  | 2   |
| Frankrijk  | 3   | 0   | 1   | 2   | 0  | 3  | –3  | 1   |

|                                              |               |                  |                  |                                                                                    |
| 1 juni 2002 «onderlinge duels» 18:00 (UTC+9) | Uruguay       | 1 – 2            | Denemarken       | Munsu Cup Stadion, Ulsan Toeschouwers: 30.157 Scheidsrechter: Saad Mane ( Koeweit) |
| 1 juni 2002 «onderlinge duels» 18:00 (UTC+9) | Rodríguez 47' | wedstrijdverslag | 45' 83' Tomasson | Munsu Cup Stadion, Ulsan Toeschouwers: 30.157 Scheidsrechter: Saad Mane ( Koeweit) |

|                                              |                  |       |         |                                                                                             |
| 6 juni 2002 «onderlinge duels» 20:30 (UTC+9) | Frankrijk        | 0 – 0 | Uruguay | Busan Asiad Main Stadion, Busan Toeschouwers: 38.289 Scheidsrechter: Felipe Ramos ( Mexico) |
| 6 juni 2002 «onderlinge duels» 20:30 (UTC+9) | wedstrijdverslag |       |         | Busan Asiad Main Stadion, Busan Toeschouwers: 38.289 Scheidsrechter: Felipe Ramos ( Mexico) |

|                                               |                                       |                  |                                          |                                                                                               |
| 11 juni 2002 «onderlinge duels» 15:30 (UTC+9) | Senegal                               | 3 – 3            | Uruguay                                  | Suwon World Cup Stadion, Suwon Toeschouwers: 33.681 Scheidsrechter: Jan Wegereef ( Nederland) |
| 11 juni 2002 «onderlinge duels» 15:30 (UTC+9) | Fadiga 20' (pen.) Bouba Diop 26', 38' | wedstrijdverslag | 46' Morales 69' Forlán 88' (pen.) Recoba | Suwon World Cup Stadion, Suwon Toeschouwers: 33.681 Scheidsrechter: Jan Wegereef ( Nederland) |

AUF · A-internationals · Selecties · Bondscoaches · Uruguayaans vrouwenelftal · Olympisch elftal · Uruguay U21 · Uruguay U20 · Uruguay U19 · Uruguay U18 · Uruguay U17
1900 – 1909 ·
1910 – 1919 ·
1920 – 1929 ·
1930 – 1939 ·
1940 – 1949 ·
1950 – 1959 ·
1960 – 1969 ·
1970 – 1979 ·
1980 – 1989 ·
1990 – 1999 ·
2000 – 2009 ·
2010 – 2019 ·
2020 – 2029
WK 1930 · 
WK 1950 · 
WK 1954 · 
WK 1962 · 
WK 1966 · 
WK 1970 ·
WK 1974 · 
WK 1986 · 
WK 1990 · 
WK 2002 · 
WK 2010 · 
WK 2014 · 
WK 2018
OS 1924 · 
OS 1928 ·
OS 2012
1902 · 
1903 · 
1904 · 
1905 · 
1906 · 
1907 · 
1908 · 
1909 ·
1910 · 
1911 · 
1912 · 
1913 · 
1914 · 
1915 · 
1916 · 
1917 · 
1918 · 
1919 ·
1920 · 
1921 · 
1922 · 
1923 · 
1924 · 
1925 · 
1926 · 
1927 · 
1928 · 
1929 ·
1930 · 
1931 · 
1932 · 
1933 · 
1934 · 
1935 · 
1936 · 
1937 · 
1938 · 
1939 ·
1940 · 
1941 · 
1942 · 
1943 · 
1944 · 
1945 · 
1946 · 
1947 · 
1948 · 
1949 ·
1950 · 
1951 · 
1952 · 
1953 · 
1954 · 
1955 · 
1956 · 
1957 · 
1958 · 
1959 ·
1960 · 
1961 · 
1962 · 
1963 · 
1964 · 
1965 · 
1966 · 
1967 · 
1968 · 
1969 ·
1970 · 
1971 · 
1972 · 
1973 · 
1974 · 
1975 · 
1976 · 
1977 · 
1978 · 
1979 ·
1980 · 
1981 · 
1982 · 
1983 · 
1984 · 
1985 · 
1986 · 
1987 · 
1988 · 
1989 ·
1990 ·
1991 · 
1992 · 
1993 · 
1994 · 
1995 · 
1996 · 
1997 · 
1998 · 
1999 · 
2000 · 
2001 · 
2002 · 
2003 · 
2004 · 
2005 · 
2006 · 
2007 · 
2008 · 
2009 · 
2010 · 
2011 · 
2012 · 
2013 · 
2014 · 
2015 · 
2016 ·
2017 ·
2018 ·
2019 ·
2020 ·
2021 ·
2022 ·
2023 ·
2024
Algerije ·
Angola ·
Argentinië ·
Australië ·
België ·
Bolivia ·
Brazilië ·
Bulgarije ·
Canada ·
Chili ·
China ·
Colombia ·
Costa Rica ·
Cuba ·
DDR ·
Denemarken ·
Duitsland ·
Ecuador ·
Egypte ·
Engeland ·
Estland ·
 Finland ·
Frankrijk ·
Georgië ·
Ghana ·
Guatemala ·
Haïti ·
Honduras ·
Hongarije ·
Ierland ·
India ·
Indonesië ·
Irak ·
Iran ·
Israël ·
Italië ·
Ivoorkust ·
Jamaica ·
Japan ·
Joegoslavië ·
Jordanië ·
Libië ·
Luxemburg ·
Maleisië ·
Mexico ·
Marokko ·
Nederland ·
Nicaragua ·
Nieuw-Zeeland ·
Nigeria ·
Noord-Ierland ·
Noorwegen ·
Oekraïne ·
Oezbekistan ·
Oman ·
Oostenrijk ·
Panama ·
Paraguay ·
Peru ·
Polen ·
Portugal ·
Roemenië ·
Rusland ·
Saarland ·
Saoedi-Arabië ·
Schotland ·
Senegal ·
Servië & Montenegro ·
Singapore ·
Slovenië ·
Sovjet-Unie ·
Spanje ·
Tahiti ·
Thailand ·
Trinidad en Tobago · 
Tsjechië ·
Tsjecho-Slowakije ·
Tunesië · 
Turkije ·
Venezuela ·
Verenigde Arabische Emiraten ·
Verenigde Staten ·
Wales ·
Zuid-Afrika ·
Zuid-Korea ·
Zweden ·
Zwitserland
Argentinië (1986) ·
België (1990) ·
Brazilië (1950) · 
Colombia (2014) ·
Costa Rica (2014) ·
Denemarken (1986) ·
Denemarken (2002) ·
Duitsland (2010) ·
Egypte (2018) ·
Engeland (2014) ·
Frankrijk (2002) ·
Frankrijk (2010) ·
Frankrijk (2018) ·
Ghana (2010) ·
Italië (1990) ·
Italië (2014) ·
Mexico (2010) ·
Nederland (1974) ·
Nederland (2010) ·
Portugal (2018) ·
Rusland (2018) ·
Saoedi-Arabië (2018) ·
Schotland (1986) ·
Senegal (2002) ·
Spanje (1990) ·
West-Duitsland (1986) ·
Zuid-Afrika (2010) ·
Zuid-Korea (1990) ·
Zuid-Korea (2010)